# Rougeotiana scotozonea
Rougeotiana scotozonea är en fjärilsart som beskrevs av George Francis Hampson 1900. Rougeotiana scotozonea ingår i släktet Rougeotiana och familjen mätare. Inga underarter finns listade.